# Fish Hoek
Fish Hoek (afrikaans Vishoek, deutsch etwa: „Fisch-Spitze“) ist ein Küstenort an der False Bay auf der Kap-Halbinsel südlich der südafrikanischen Metropole Kapstadt. 2011 hatte der Ort 11.890 Einwohner.
Verwaltungsmäßig gehört Fish Hoek seit 2000 zur Metropolgemeinde City of Cape Town Metropolitan Municipality, Provinz Westkap.

## Geographie und Klima

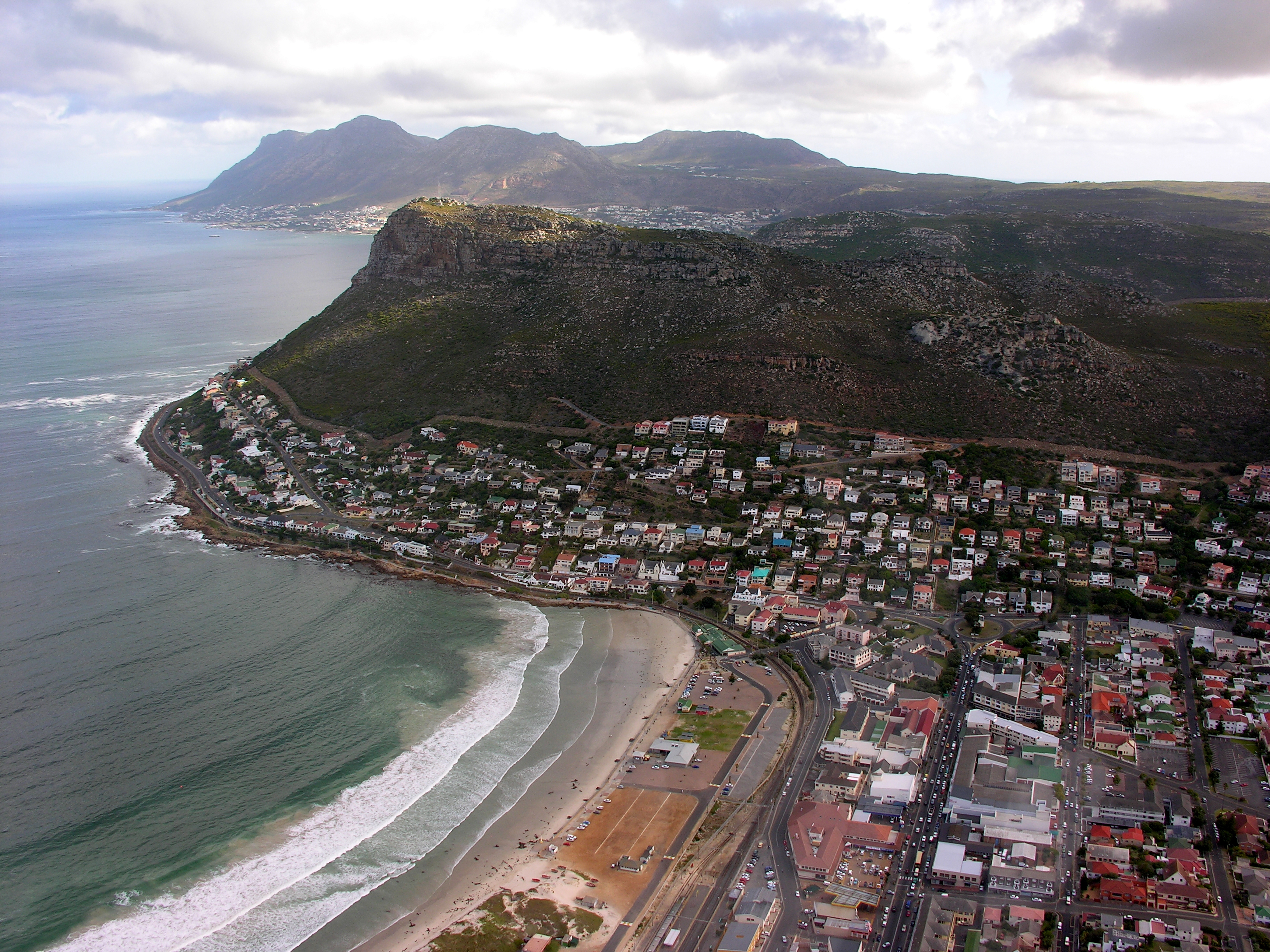
Luftbild

Fish Hoek liegt an der Mündung des Silvermine River in einem flachen, zwei bis drei Kilometer breiten Tal, das sich von Westen nach Osten über die Kap-Halbinsel erstreckt. Die Dörfer Noordhoek und Kommetjie liegen am westlichen Ende des Tals an der Atlantikküste.
Das Zentrum von Kapstadt ist 35 Kilometer über die Straße entfernt. Es besteht auch eine Bahnverbindung mit der Metrorail nach Kapstadt.
Fish Hoek hat ein mildes mediterranes Klima. Im Sommer herrscht hier der sogenannte Kapdoktor, welcher angenehme Temperaturen und trockene Luft bringt.
| Tafelbergmassiv           | Tafelbergmassiv, St James                   | Kalk Bay, St James, Muizenberg |
| Brakklof, Kap-Halbinsel   | Kompassrose, die auf Nachbargemeinden zeigt | False Bay                      |
| Kap-Halbinsel, Ocean View | Glencairn, Simon’s Town                     | False Bay                      |

## Geschichte
Das Tal ist durch 12.000 Jahre alte paläolithischen Skelette bekannt geworden, die Bertie Peers und sein Vater 1927 in der heute als Peers Cave bekannten Höhle entdeckten.
Die Ankunft der ersten europäischen Siedler in Fish Hoek (damals auch: Vissers Baay oder Visch Hoek) im Jahre 1652 zwang die dort Ansässigen, das Gebiet zu verlassen. Der Strand von Fish Hoek wurde später als Basis für Walfang und Fischerei genutzt.

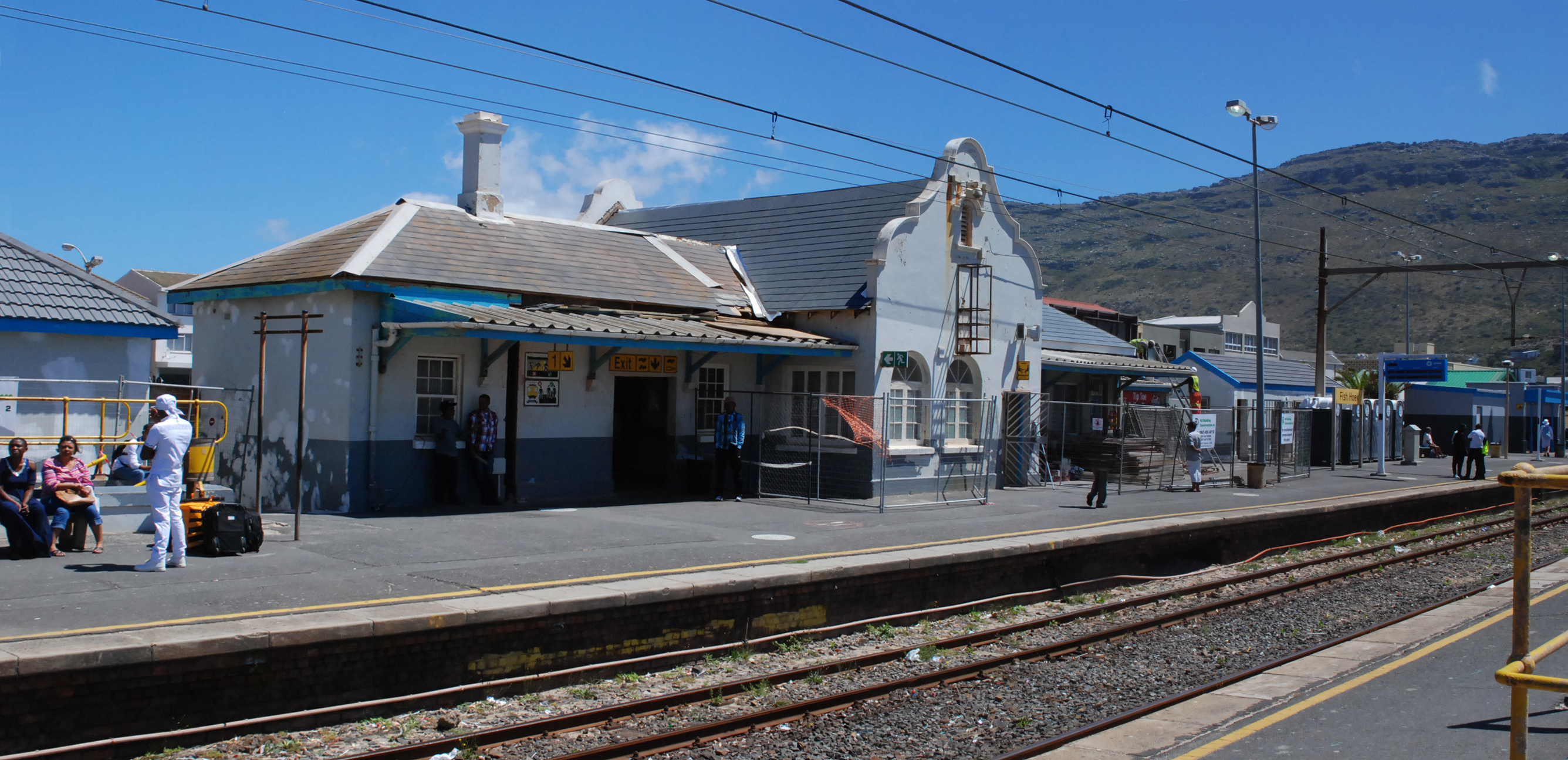
Der Bahnhof Fish Hoek

1883 kaufte Hester Sophia de Kock das Land. Sie heiratete 1901 einen ortsansässigen Bauern namens Jacob Isaac de Villiers. Sie bauten Weizen und Gemüse an, gaben aber auch Reisenden Unterkunft. Somit waren sie die ersten touristischen Unternehmer in Fish Hoek. Durch seine Lage, die Aussicht und den Leuchtturm wurde der Ort immer beliebter. Nach dem Tod von Hester und Jacob de Villiers wurde das Land im Jahre 1918 verkauft. Ihr Grab befindet sich auf dem kleinen Friedhof neben der Niederländisch-Reformierten Kirche an der Kommetjie Road. Das alte Farmhaus wurde ein Hotel, brannte jedoch im Jahre 1947 ab.

Zunächst wurden Ferienhäuser gebaut. Da es jedoch mit der Southern Line der Metrorail eine gute Bahnverbindung nach Kapstadt gab, siedelten sich immer mehr Menschen dauerhaft an. Schließlich war Fish Hoek 1940 so groß, dass es eine Gemeinde wurde. Diese bestand bis 1996. In den Jahren 1996 bis 2000 war Fish Hoek ein Teil der South Peninsula Municipality.

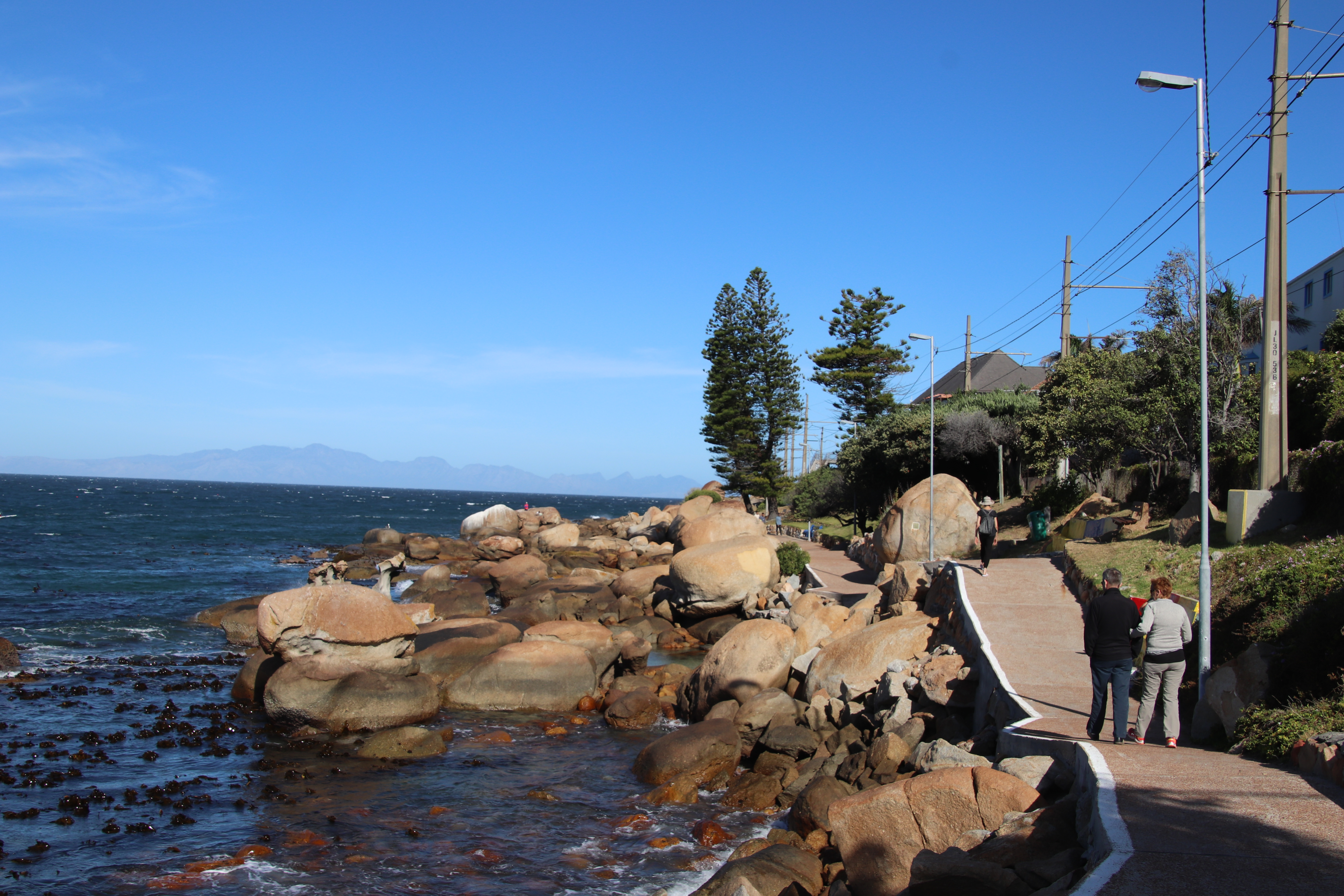
'Jager Walk' entlang der Küstenlinie in Fish Hoek bis zur Sunny Cove

Der sog. 'Jager Walk', benannt nach dem ersten Bürgermeister Herman Scott Jager, wurde in den 1930er-Jahren fertig gestellt. Dieser malerisch zwischen den Felsen gebaute Wanderweg führt am Strand entlang bis zur Sunny Cove.

## Archäologische Fundstätte
In der Nähe des Ortes wurden in einer Höhle (wegen einiger Wandzeichnungen „Skildergat“ genannt oder nach zwei Ausgräbern „Peers Cave“) zwischen 1925 und 1930 die Überreste von insgesamt neun anatomisch modernen Menschen (Homo sapiens) geborgen, die teils rund 35.000 Jahre alt sind und aus dem Later Stone Age stammen, teils rund 70.000 Jahre als sind und aus dem Middle Stone Age stammen.

## Söhne und Töchter der Stadt
- Matthew Booth (* 1977), südafrikanischer Fußballspieler

## Belege
1. ↑  Volkszählung 2011: Fish Hoek. Abgerufen am 18. November 2013
2. ↑  Eintrag Fish Hoek in Bernard Wood (Hrsg.): Wiley-Blackwell Encyclopedia of Human Evolution. 2 Bände. Wiley-Blackwell, Chichester u. a. 2011, ISBN 978-1-4051-5510-6.